# Дералок
Дералок (араб. ديرلوك‎, курд. Dîreluk, сорани دێرەلوك, сир. ܕܝܪܠܘܩܐ) — небольшой город на севере Ирака, расположенный на территории мухафазы Дахук (автономия Иракский Курдистан).

## Этимология
Название города происходит от  Сирийского языка. «Дейра» (ܕܝܪܵܐ - монастырь) «Д лука» (ܕܠܘܩܵܐ - Луки), и, таким образом, Дералук переводится как «монастырь Святого Луки».

## История
В 1978 году, ассирийцы из уничтоженных иракским режимом деревень в районе Нерва, были переселены в Дералок. С момента основания вплоть до начала 21 века, большинством в городе были ассирийцы, приверженцы Ассирийской Церкви Востока.
На 2022 год, большинство жителей Дералока являются курды-мусульмане, но небольшая ассирийская община все ещё осталась в городе.

## Географическое положение
Город находится в восточной части мухафазы, в горной местности, на правом берегу реки Большой Заб. Абсолютная высота высота — 603 метра над уровнем моря.

Дералок расположен на расстоянии приблизительно 58 километров к востоку-северо-востоку (ENE) от Дахука, административного центра провинции и на расстоянии 415 километров к северу от Багдада, столицы страны.

## Население
На 2012 год население города составляло 5 250 человек.